# Gerardo Ortega
Gerardo Ortega (1843 - Ciudad de Panamá, 26 de octubre de 1925) fue un político panameño, presidente encargado del Estado Soberano de Panamá, durante la unión con Colombia entre 1879 y 1880, uno de los padrinos del bautizo de la bandera de Panamá, luego de la separación de 1903 y procurador de la República en 1908.

## Como presidente del Estado Soberano de Panamá
Asumió el cargo interinamente durante un período de convulsión política que ocasionó la renuncia del presidente Buenaventura Correoso en diciembre de 1878 y luego el secuestro de su sucesor José Ricardo Casorla el 7 de junio de 1879, a manos de un movimiento revolucionario liderado por Rafael Aizpuru, quien se tomó la ciudad de Colón y por Benjamín Ruiz, quien secuestró a Casorla.
Ortega, quien en ese entonces era el Segundo Designado, ordenó combatir contra los revolucionarios en Lion Hill el 11 y 12 de junio, causando la retirada de Aizpuru, la derrota de los revolucionarios y la firma del Convenio de Gatún el 15 de junio, que liberaba a Casorla y el gobierno hacía algunos reconocimientos a los pedidos revolucionarios. No obstante, la salud de Casorla empeoró tras su liberación, renunciando dos días después y Ortega asumió interinamente la presidencia del Estado, hasta que fuese electo un nuevo presidente.
Durante su gobierno, estuvo involucrado en un incidente internacional durante la Guerra del Pacífico, del cual Chile señaló que en el istmo de Panamá se estaba transportando material bélico a favor de la alianza peruano-boliviana. 

## Hechos posteriores
Durante la separación de Panamá de 1903, tuvo un rol como uno de los padrinos de la bandera de Panamá, en el bautizo hecho el 20 de diciembre de 1903, junto con José Agustín Arango, Manuela M. de Arosemena y Lastenia U. Lewis.